# Eleanor Parker
Eleanor Jean Parker, född 26 juni 1922 i Cedarville i Ohio, död 9 december 2013 i Palm Springs i Kalifornien, var en amerikansk skådespelare.

## Biografi
Parker hade en del scenerfarenhet från bland annat Cleveland när hon upptäcktes av en talangscout på Pasadena Playhouse - inte som aktris utan som åskådare, applåderande sina klasskamraters framträdanden. Hon provfilmade, skrev kontrakt med Warner Brothers och gjorde filmdebut 1942 i en liten roll i De dog med stövlarna på. 
Höjdpunkten i hennes karriär kom på 1950-talet. Parker hade varierande roller, från grälsjuk ragata till lidande hustru och nominerades för en Oscar tre gånger, för rollprestationer så vitt skilda som Kvinnor i fängelse, Polisstation 21 och Sången till livet. En av hennes mest kända roller är förmodligen som baronessan Elsa Schraeder i Sound of Music. 
Eleanor Parker var farmor till Chase Parker som spelade Benjy Evans i Sunset Beach.
Parker har en stjärna för insatser inom film på Hollywood Walk of Fame.

## Filmografi i urval
- 1942 – De dog med stövlarna på
- 1944 – Till främmande hamn
- 1944 – Hollywood Canteen
- 1945 – Vägen mot ljuset
- 1946 – Säj aldrig adjö
- 1946 – Of Human Bondage
- 1947 – Han stannade över natten
- 1950 – Kvinnor i fängelse
- 1951 – Polisstation 21
- 1952 – Scaramouche - de tusen äventyrens man
- 1953 – Fort Bravo
- 1955 – Sången till livet
- 1955 – Mannen med den gyllene armen
- 1957 – Ansiktet i spegeln
- 1959 – Livet är härligt
- 1960 – Tag vad du vill ha
- 1961 – Skandal i Peyton Place
- 1965 – Sound of Music
- 1966 – Vi ses i helvetet, älskling
- 1979 – Sunburn
- 1991 – Dubbelspel